# حرب الخنادق
حرب الخنادق، هي إحدى أنواع الحروب البرية التي تستغل الخطوط القتالية المحتلة، وتكون بغالبها خنادق عسكرية، حيث تحتمي القوات بشكل جيد من نيران العدو الخفيفة، وتكون مؤمّنة إلى حدّ كبير من مدفعية العدو. ثمة حروب خنادق دامت لسنوات عديدة في الجبهة الغربية خلال الحرب العالمية الأولى. بعد تلك الحرب، صار اسم «حرب الخنادق» رديفاً لحالة اللانفراج العسكرية، وحرب الاستنزاف، والحصار، ولا جدوى القتال.
تزايد الاستخدام العسكري لحروب الخنادق عندما صار من الصعب على تحركات القوات مواكبة التطورات الهائلة في القوة النارية، وهو ما نتج عنه شكلًا قاسيًا من أشكال الحرب تحظى فيها القوات المدافعة باليد الطولى. على الجبهة الغربية من العام 1914 إلى 1918، أنشأ كلا الطرفين شبكة خنادق معقدة، وتحت الأرض، وشبكة مخابئ محفورةً مقابل بعضهما بعضًا على طول خط الجبهة (عُرِفت باسم «المنطقة المحرّمة») التي كانت مكشوفةً أمام نيران المدافع من الجانبين. يتكّبد الطرف المهاجم العديد من الخسائر في العتاد والأرواح، حتّى في حال نجاح الهجمة العسكرية.
مع تطوّر حرب المدرّعات وتكتيكات الجمع بين الأسلحة، تراجع الاهتمام بحروب الخنادق، ولكنها ما تزال تقع عندما تدخل خطوط الجبهات في حالة من الجمود العسكري.

## نظرة عامة

### الأعمال الميدانية
يعود تاريخ الأعمال الميدانية إلى تاريخ بدء تنظيم الجيوش نفسها. فعلى سبيل المثال، في حال وجود قوات العدو، لجأت الفيالق الرومانية ليلًا إلى تحصينات الكاسترا (أي المعسكر المحصّن) خلال تحرّكها. في الحقبة المعاصرة المبكرة، استخدمت القوات الأعمال الميدانية لاعتراض التقدّم المحتمل لخطوط العدو الأمامية. يُذكر منها الأمثلة التالية:
- بنى أعضاء التحالف الكبير الخط الدفاعي شتولهوفين في بداية حروب الخلافة الإسبانية بين الأعوام 1702-1714. غطت الأعمال الميدانية خطًّا امتدّ لـ 15 كيلو مترًا من شتولهوفين على نهر الراين إلى الغابات المنيعة في هضاب بيول. أدّت هذه الأعمال دورًا محوريًّا في المناورات التي جرت قبل معركة بينهايم (1704). استولى الفرنسيون على هذه الخطوط الدفاعية ودمّروها في العام 1707.
- بنى الفرنسيون خطوط وايسينبورغ على طول 19 كيلومترًا خلال حرب الخلافة الإسبانية بأوامر من الدوق فيلار في العام 1706. بقيت هذه الخطوط الدفاعية موجودة لما يزيد عن 100 عام، وكان آخر استخدام عسكري لها خلال حملة نابليون التي عُرِفت باسم المئة يوم (1815). بحلول العام 1870، كان الخطوط قد زالت، ولكن القلعتين اللتين بقيتا في بلدات ويسمبورغ وآلتينشتات حافظتا على تحصيناتهما التي أثبتت عظيم مواقعها الدفاعية خلال معركة ويسيمبورغ.[5]
- بنى الفرنسيون خنادق نو بلو أولترا (التي تعني باللاتينية «لا أبعد من ذلك») خلال شتاء 1710-1711، والتي قُورنت بخنادق الحرب العالمية الأولى. امتدت هذه الخنادق من آراس إلى كامبريه وفالنسيان حيث التقت الخنادق بالخطوط الدفاعية مقابل نهر سامبر. في العام 1711، تمكّن دوق مالبورو الأول خلال حملة عسكرية من اختراق هذه الخطوط عبر «مناورة بديعة».[6]
- خلال حرب الاستقلال الإسبانية، أنشأ البريطانيون والبرتغاليون خنادق توريز فيدراس في الأعوام 1809 و1810، التي أثبتت فعاليّتها في وقف زحف الفرنسيين على ليشبونة في العام 1810.
- رغم أن نابليون بونابارت ابتدأ عمله العسكري في سلاح المدفعية، فقد لجأت الحملات العسكرية خلال حروب نابليون إلى التأكيد على الحركة بدلًا مِن التحصين الثابت. طرأت العديد من الأساليب المبتكرة على حرب الخنادق وأصبحت ذات أهمية بارزة خلال القرن التاسع عشر.

## الهجوم الكبير

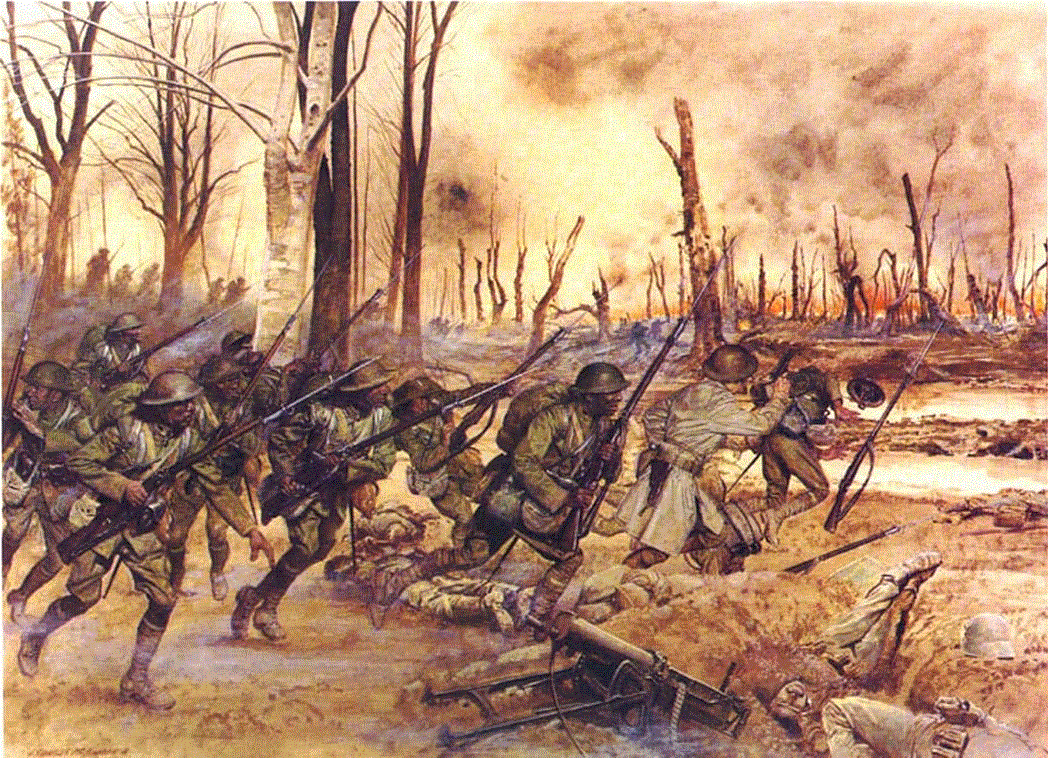
هجوم ميوز-أرجون سنة 1918

في ساعة الصفر في الساعة السابعة والنصف في تموز سنة 1916 الدفعات الأولى المكونة من 13 جيش بريطاني لبت نداء الخدمة وتقدموا إلى ميدان المعركة إلى أسنان المدافع الرشاشة والقنابل المتشظية.
وصف أحد ضباط فوج المشاة فيرتنبرج ان أر 180 württembergisches Infanterie-Regiment Nr 180 المشهد قائلا:
| حرب الخنادق | سلاسل من الصفوف الممتدة من المشاة شوهدت تتحرك أماما من الخنادق البريطانية، الصف الأول ظهر كانه يستمر بلا نهاية لليمين واليسار وسارعان ما لحقه ثاني وبعده ثالث وبعده رابع. أتوا بخطوات ثابتة كأنهم يتوقعون أنهم لم يجدوا شيئا حيا في خنادقنا الأمامية، الصف الأمامي سبق بصف رقيق من المناوشين وحاملي القنابل، كانوا في منتصف الطريق من أرض لا رجال فيها !... عندما كان الصف البريطاني دون مئة ياردة، صليل المدافع الرشاشة ونيران البندقية اندلعت، فورا بعد ذلك كمية هائلة من القذائف من البطاريات الألمانية الموجودة في الخلف تمزقت في الهواء وانفجرت بين الصفوف المتقدمة. كل القطع بدت كأنها ستسقط، والتشكيلات الخلفية، يتحركون في ترتيب قريب، بسرعة تناثر. التقدم بسرعة انهار تحت وابل من القذائف والرصاص. على طول الصف الرجال كانوا يرون يلقون سلاحهم وينهارون.... مرارا ومرارا الصفوف الممتدة من المشاة البريطانيين انكسرت أمام الدفاع الألماني | حرب الخنادق |

هذا التصميم والحزم، هذا الهجوم التبذيري للرجال وموارد المواد تبع قصف هائل بحوالي 1700000 قذيفة. هذا أظهر الالتزام البريطاني العاطفي والصناعي الذي لا رجعة به في الحرب العالمية. لم يعد من الممكن لإنجلترا أن تتهم بأنها تقاتل حتى الرجل الفرنسي الأخير ! ولن تكون القيادة الفرنسية ضائعة. التجنيد الإلزامي كان موجودا حيث لم تكن عائلة بريطانية إلى ولمستها الحرب، لم تكن الحرب هي حرب سياسة أو اقتصادية بل كانت بحق صراعا للحضارات، عندما انتهى اليوم الأول للهجوم الكبير سنة 1916 أكثر من 16000 جندي بريطاني قتل وأصيب وجرح أكثر من 57000 جندي، هو بحق أكبر يوم دموي لبريطانيا في تاريخها.

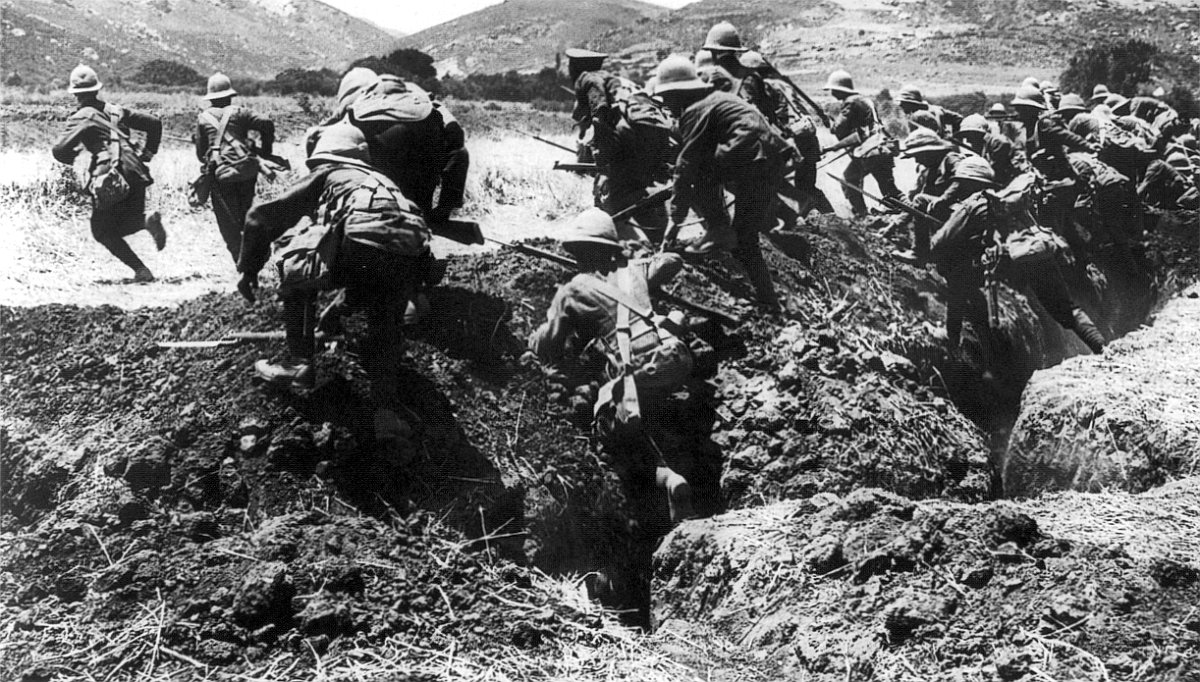
جنود بريطانييون من البحرية الملكية يبدأون هجوما.

كانت غالبا هذه التكتيكات كما سماها الجنرال سويتسون «قتال البندقية مع الهدف» صعبة وباهظة التكلفة.
في ذلك اليوم المشؤوم من تموز تم إرسال فرقة هي نورثامبرلاند فيوسليرز 16 Northumberland Fusiliers 16th للهجوم الكبير «كرجل واحد»، وتم بعد ذلك رأيتهم موجودين في عدة أماكن مع 10 أو 20 قتيل أو مصاب إصابة خطرة، الحفر الكبيرة التي سببتها القذائف كانت نعمة للجنود المهاجمين حيث اختبأوا بها وهم يرجفون من الرصاص والقذائف والشظايا، وحاولوا التقدم مرة أخرى لكن تم رميهم بوابل من الرصاص، بعد ذلك أشار ملازم الثاني ألفريد بندي من الميدلسكس الثانية:
| حرب الخنادق | فتحت نيران البندقية والرشاش بشكل مروع ضدنا ورجالي بدأوا ينهارون، أنا صرخت " انبطحوا " ولكن أكثر الجنود الذين لم يصابوا كانوا قد أخذوا أماكن يحتمون بها، أنا وقعت في حفرة قذيفة وحاولت أن أتحرك لليمين أو اليسار لكن الرصاص شكل برميل منيع من غير الممكن اختراقه وإظهار الرأس يعني موتا محققا. لم يكن أحد من رجالي مرئيا بالنسبة لي ولكن من كل الجهات تأتي الأهات الهزيلة وبكاء الألم، بدأت أعاني من العطش وقنينة مائي ثقبت برصاصة... وأخيرا قررت أن أنتظر حتى الظلمة وحوالي ساعة التاسعة والنصف بدأت الزحف... وأخيرا تم إيقاف النيران وبعد ما مزقت ثيابي ولحمي بسبب الأسلاك وصلت إلى متراس ووقعت إلى أحد خنادقنا المليء بالموتى والمصابين | حرب الخنادق |

و لكن حتى الألمان عانوا من هذه المعركة المسمى السوم Somme فقد خسرت الوحدة الألمانية ان أر 169 Nr.169 من الجنود 591 في القصف والهجوم، وتم رؤية بعض الجنود البريطانيين معلقين ومشنوقين كالخرق البالية على الأسلاك الشائكة وتم إخراج البريطانيين من الخنادق التي سيطروا عليها بالقنابل. واستمر هجوم السوم حتى تشرين الثاني وخلف للبريطانيين أكثر من 400000 من الخسائر بميدان معركة مساحته 100 كيلومتر مربع من الوحل المخضخض.

## الخوذات والدروع
- الخوذة :

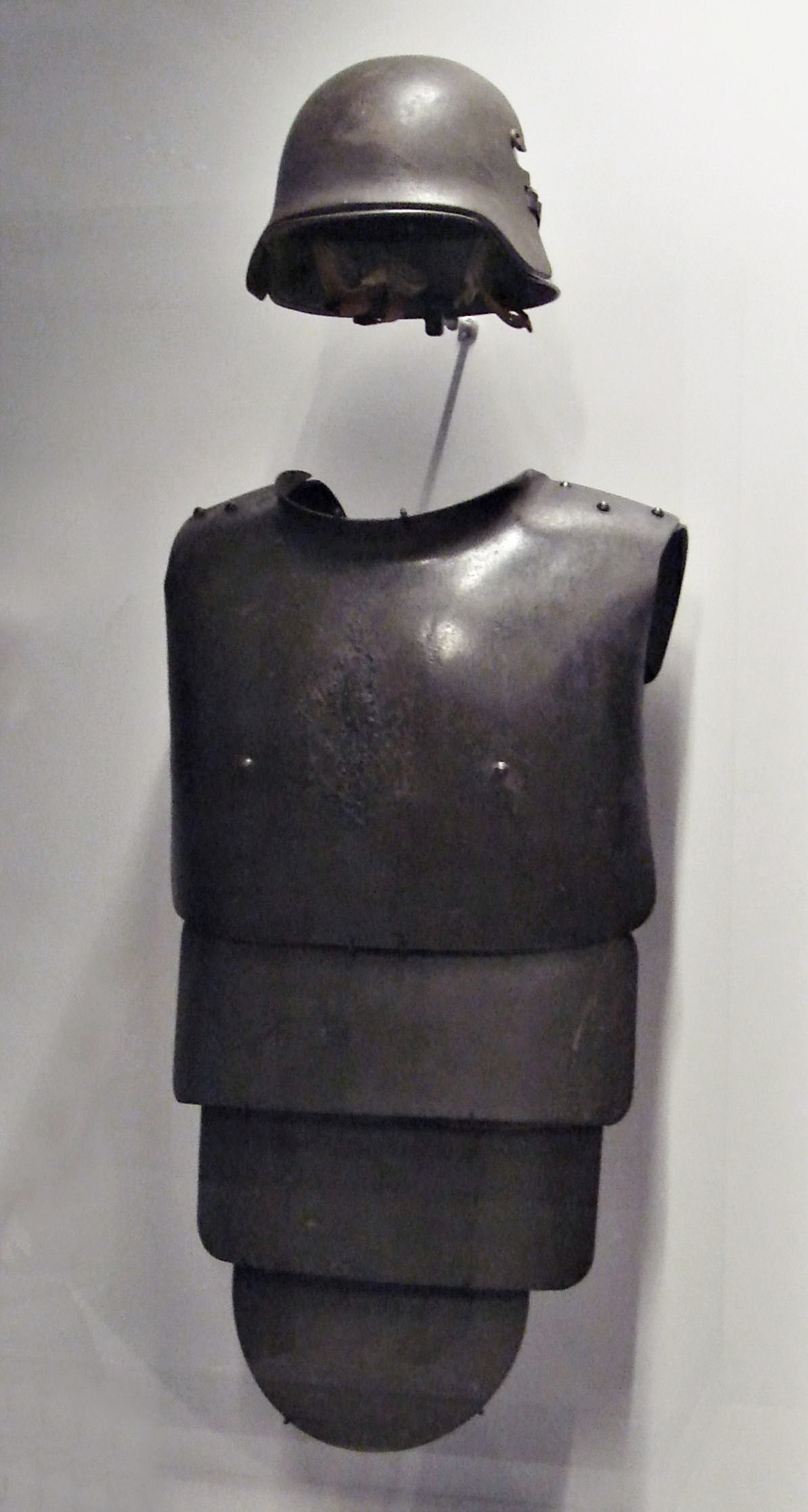
خوذة ودرع ألمانية خلال قتال الخنادق 1916.

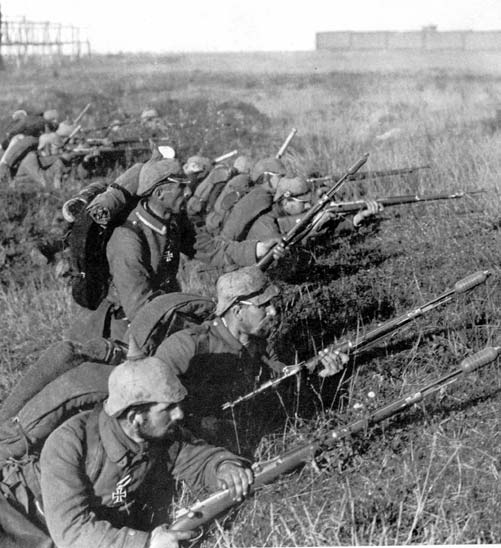
جنود ألمان وتبدو عليهم الخوذة النصل.

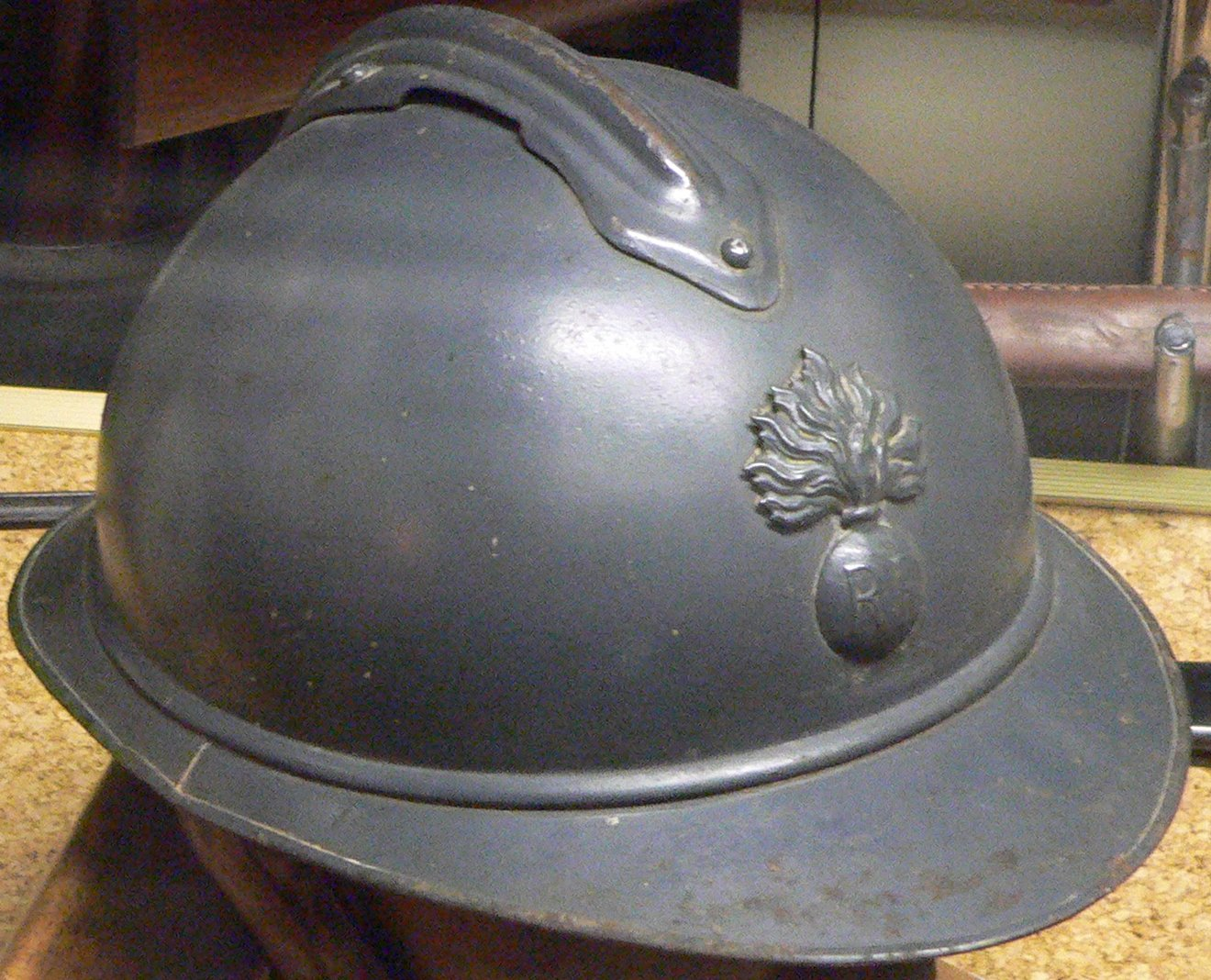
خوذة أدريان 1

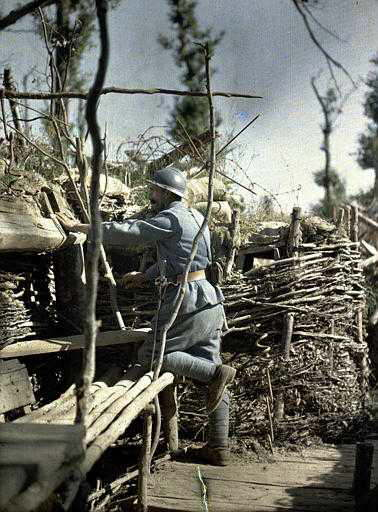
جندي فرنسي بلباسه الكامل في الحرب العالمية الأولى.

في وقت قريب من الحرب تم معرفة أن أكثر الإصابات المميتة بالرأس كانت بسبب شظايا، الجنرال الفرنسي أغست-لويس أدريان كان يستوحي الفكر من القرن السادس عشر الميلادي، ومن خبرات الجنود أيضا، لتصميم قبعة حديدة توضع على الرأس، وتم تصنيع أكثر من 700000 خوذة في فرنسا في أوائل سنة 1915 وتبعهم البريطانيون بطلب 1000 منها في حزيران سنة 1915 هذا بالنسبة للحلفاء، أما الألمان فقد طورا خوذة محدودة الحماية عبارة عن خوذة من الحديد مغطاة بجلد وفي أعلاها نصل وتم تطوير هذه الخوذة بواسطة الكولونيل.هيس Col.Hesse.
و كانت الخوذ في الحرب العالمية الأولى تحت ثلاث مظلات رئيسية هي:
- الخوذة الفرنسية:

كانت أولية الفرنسيين هي حماية جنودهم بسرعة، في شكل يعرف بأنه لفرنسا حيث كانت تشبه خوذة رجل الإطفاء في بعض النواحي وتصنع من عدة قطع تقريبا نصف دائرية في جزء من ثلاثة أحجام، حافتي الجزئين مثبتتين على الحد المجعد في مقدم الجمجمة وخلفها وتم الانتهاء من الخوذة مع حزام للذقن وتم تلوينها بلون رمادي-أزرق مائل إلى الغمقة، قليل أن يعكس الضوء وفي سبتمبر سنة 1916 لونت باللون الكاكي عند القوات الفرنسية في المستعمرات.
- الخوذة البريطانية:

أما البريطانيين فكان لهم مطلب وهو خوذة شظايا التي تستطيع حماية الجندي لأقصى درجة ضد القذائف الساقطة من الأعلى وقام بتطويرها جون ل.برودي
- الخوذة الألمانية:

الألمان احتاجوا خوذة للحماية من شظايا القذائف البطيئة نسبيا وقنابل الهاون والقنابل اليدوية، حيث كانت تغطي الجبهة والرقبة، صممت بواسطة فريدريك شويت Friedrich Schwerd الخوذة الألمانية المسمى شتالهايم Stahlhelm يمكن القول بأنها الأفضل من الأجيال الأولى لهذه الخوذ حيث كانت نتاج لخواص مدروسة في الخوذة الجديدة واختبارات كثيرة مثل وضع تصميم الألمان والحلفاء في بلدة تسمى كومسدولف وتعريضها لنيران المدفعية وتم إصدارها سنة 1916 تحت مسمى Model 1916 حوالي 300000 خوذة تم صنعها في تموز سنة 1916.
- خوذ الأمم الأخرى:

مثل الروس والبلغار والطليان والرومانيين والتشيك أخذوا التصميم الفرنسي أما الأمريكان والبرتغال فأخذوا التصميم البريطاني أما النمساويين والترك فأختلفوا عن الموضوع الألماني.
- دروع الجسم
- البريطانيين:

حيث تم تجربتها بشكل واسع لكن بسبب الوزن الكبير والتكلفة تم استخدامها بشكل محدود، وتم استعمالها خاصة عند الحلفاء، في سنتي 1915-1916 تم التدقيق والتحري حول الدرع الذي له اسم درع القنابل حيث تم اختباره بشكل متنوع بمواد مثل الفولاذ أو حرير شانتونغ أو الألياف المبركنة أو المطاط وتم إدخال الحرير البريطاني للرقبة والكتفان في الخدمة سنة 1915 بنسبة 400 لكل تقسيم عسكري لكنها كانت مرتفعة التكلفة وتدهورت صناعتها بسرعة. درع له اسم تشيميكو صنع بنفس المبادئ حيث كان خليطا من الكتان والقطن والحرير. ولاحقا تم تقديم درع له اسم أي أو بي للصدر هذا بالنسبة للإنجليز.
- الفرنسيين:

صنعت قرنسا عدة نسخ تجارية من درع الجسد، وخلال سنة 1916 الجنرال أدريان (نفس الأول) قدم درع بطني فولاذي خفيف صنع منها مئة ألف وتم صناعة دروع للفخذ والساق. في فبراير 1916 عدد كبير من قطع دروع الكتف تم صناعتها Epauliers Adrian وغطت بجلد ماعز قديم.
- الألمان: بدء الألمان إصدار درع من السيليكون والنيكل لقلة من الجنود أواخر سنة 1916، هذا الدرع له اسم Sappenpanzer جاء الدرع بنوعين 9 كغ و11 كغ وكان يستطيع إيقاف شظايا صغيرة ورصاص لكن من مسافات كبيرة بعد أن تبطئ الرصاصة، كانت مرهقة عند الهجوم، نسخة مطورة صدرت سنة 1918 وأصدر منها 500000 حلة.
- الترس الدرع :

استخدمه الألمان خلال التقدم وهو يمسك باليد وصغير وبعد ذلك عدة أمم قدمت تروس مدرعة ثنائية الغاية إما تحمل باليد ويتقدم حاملها أو توضع في مكان ثابت أو تلبس. قدم النمساويون تروس مدرعة ثقيلة بها ثقب لإطلاق النار، يوجد فرنسية تسمى Diagre وإيطالية اسمها Ansaldo.

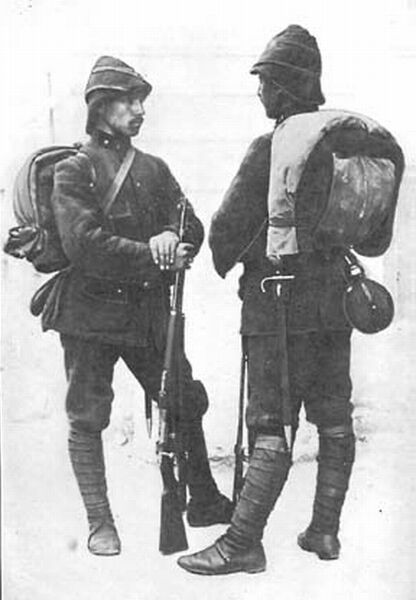
جندي تركي نلاحظ الشبه بين خوذته والخوذة الألمانية
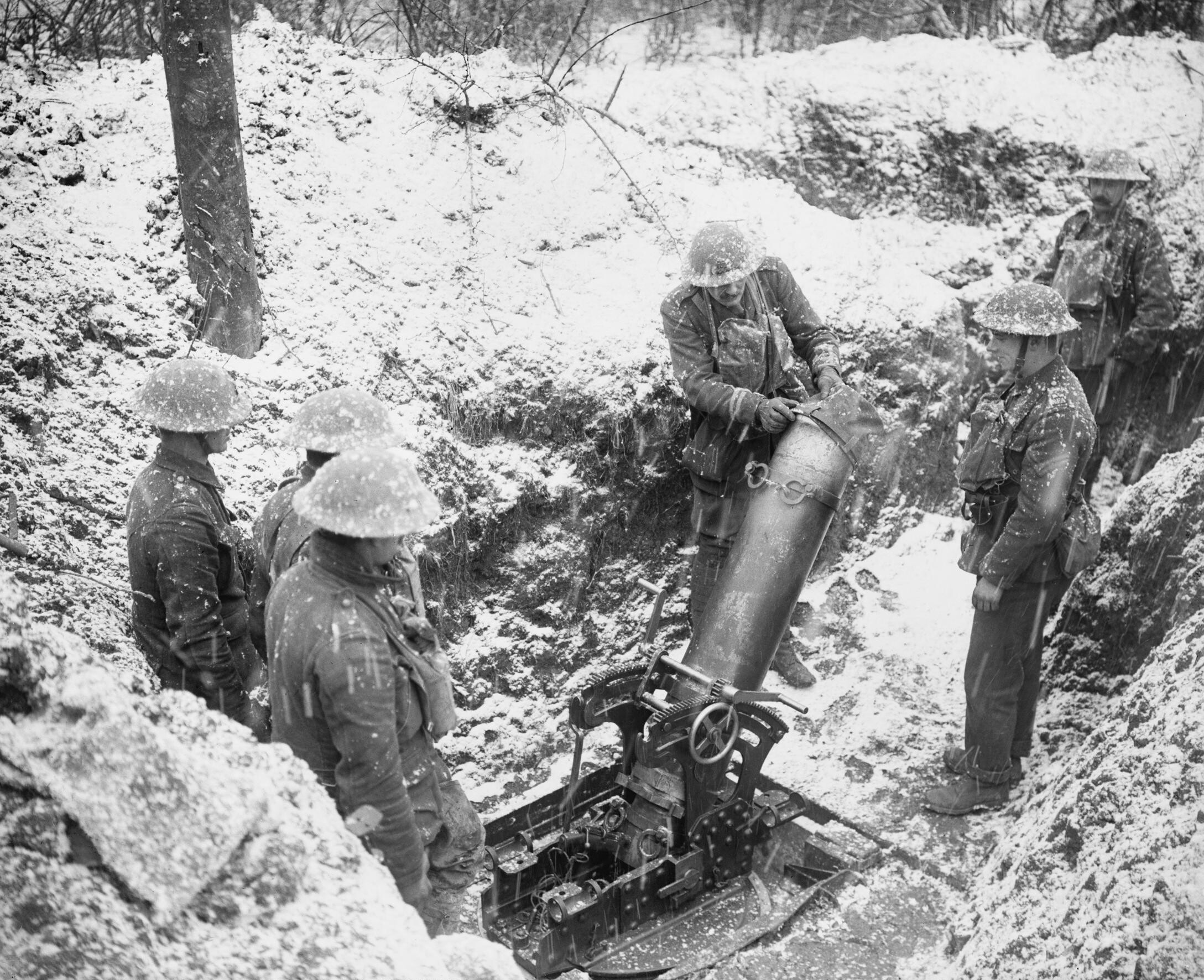
جنود الحلفاء
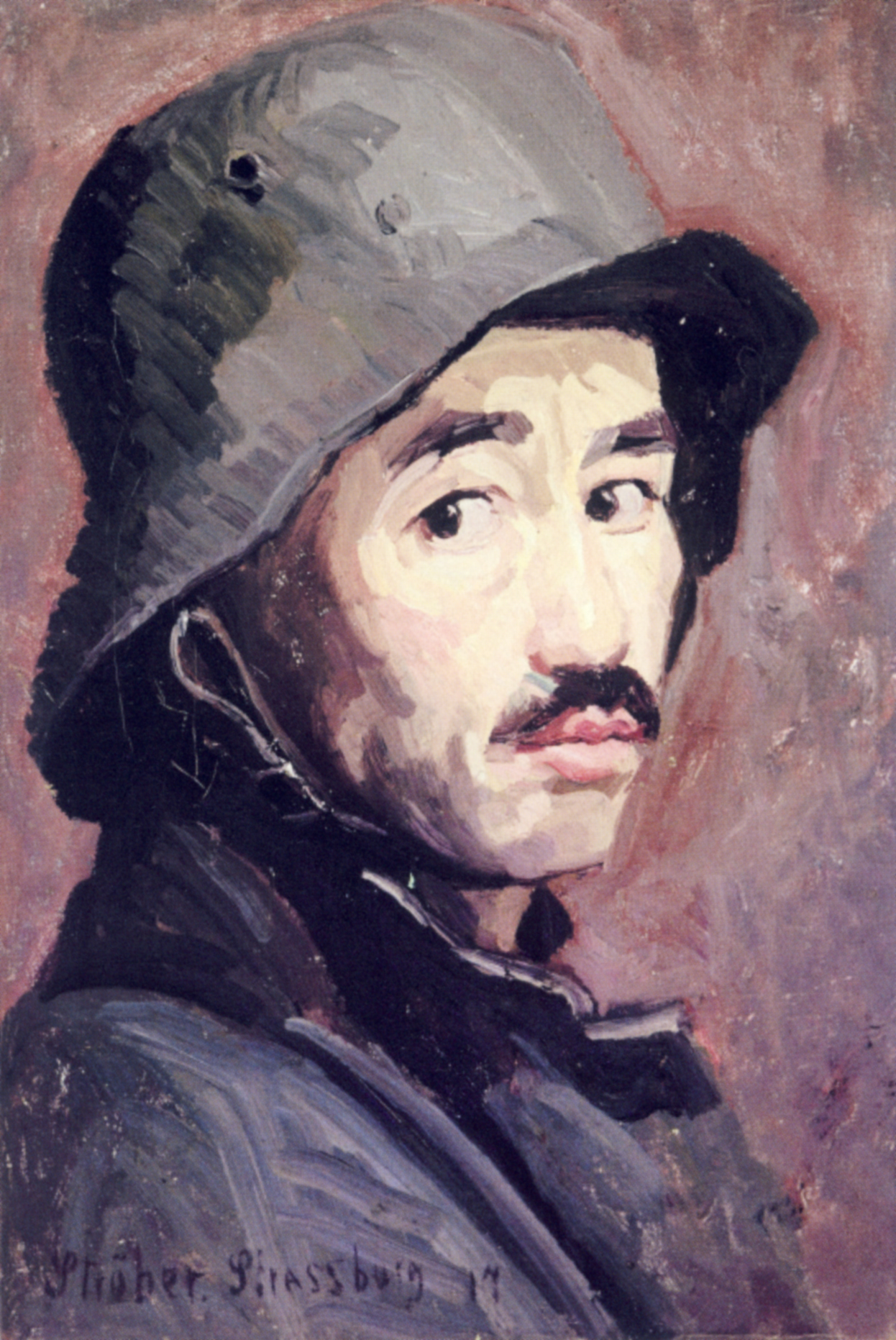
الخوذة الألمانية موديل 1917
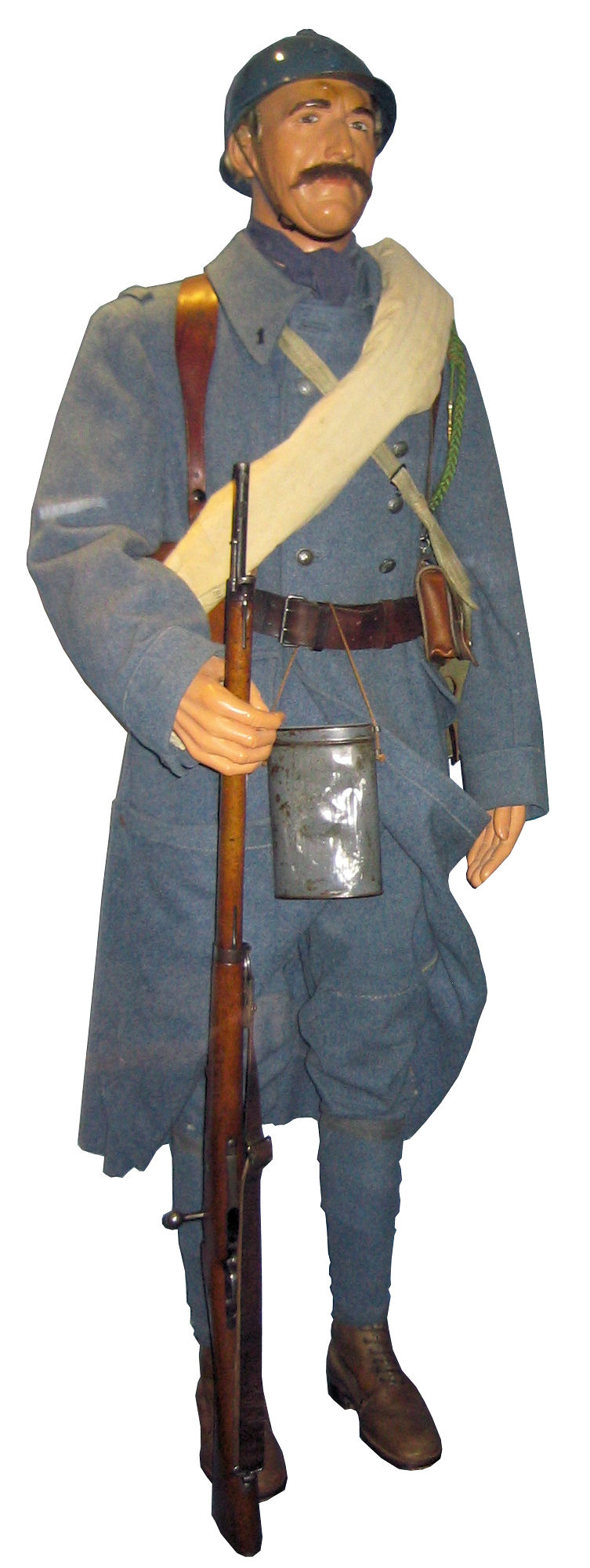
جندي فرنسي بحليته الكاملة
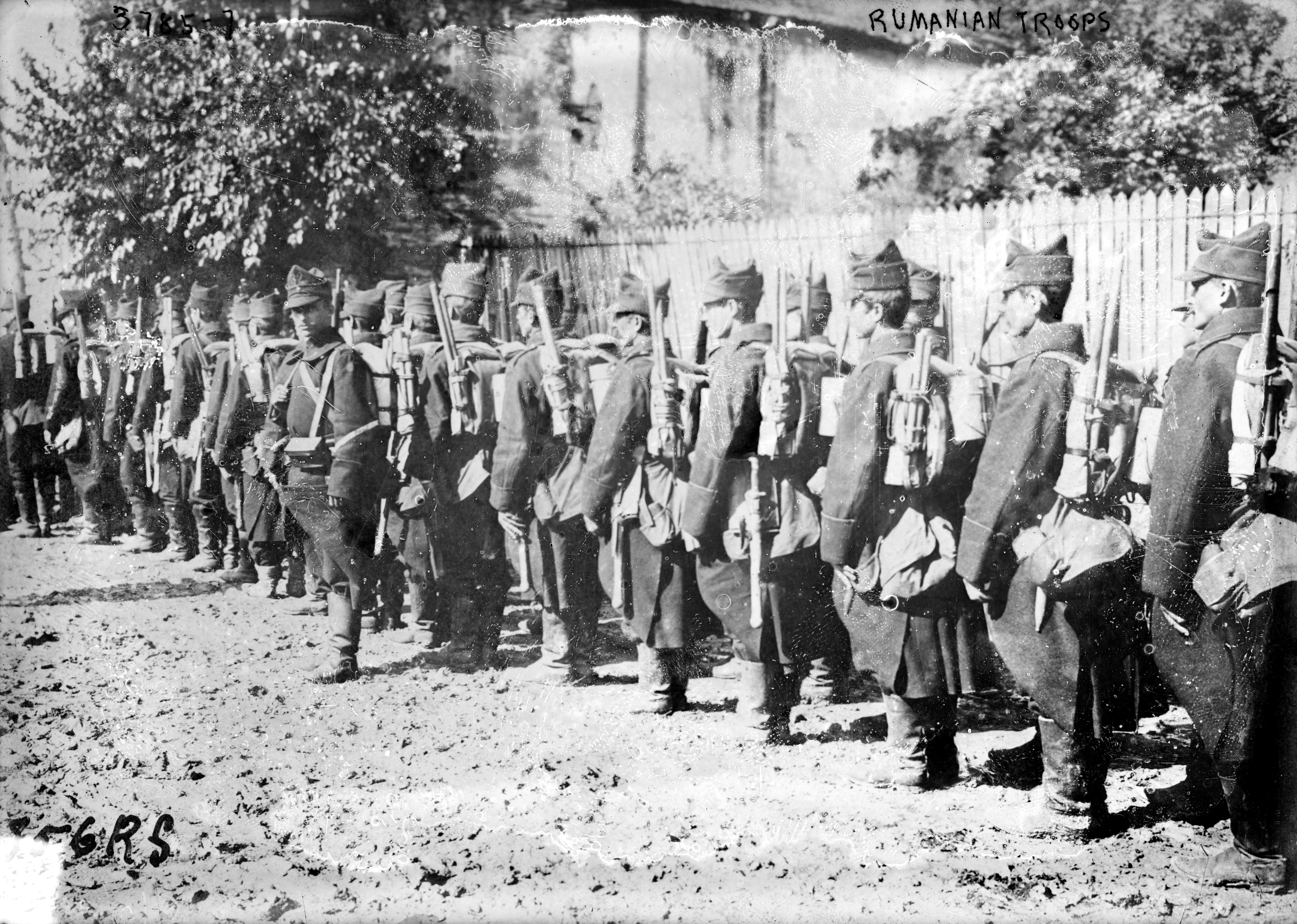
جنود رومانيين
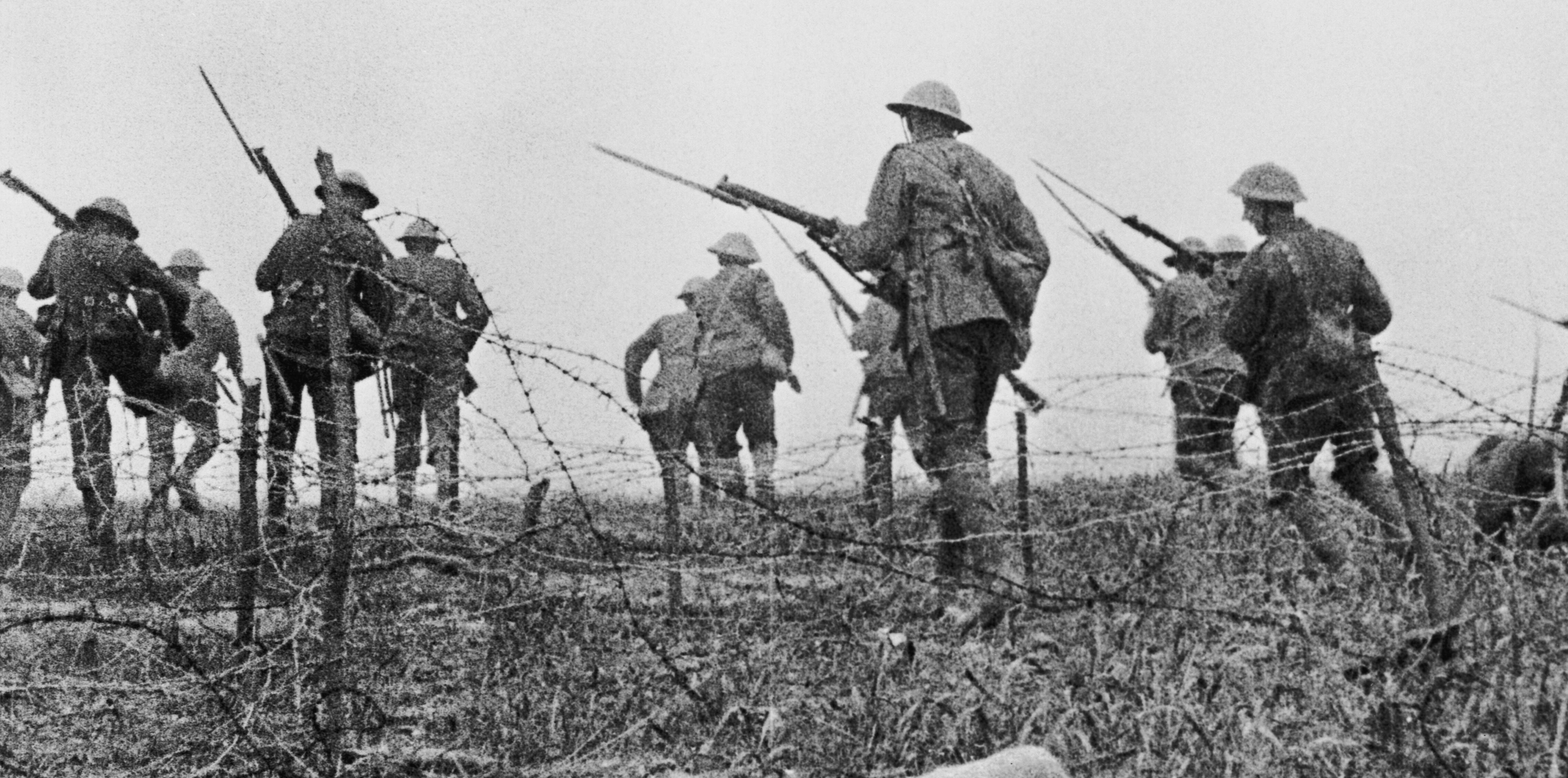
معركة السوم (تمثيلي)
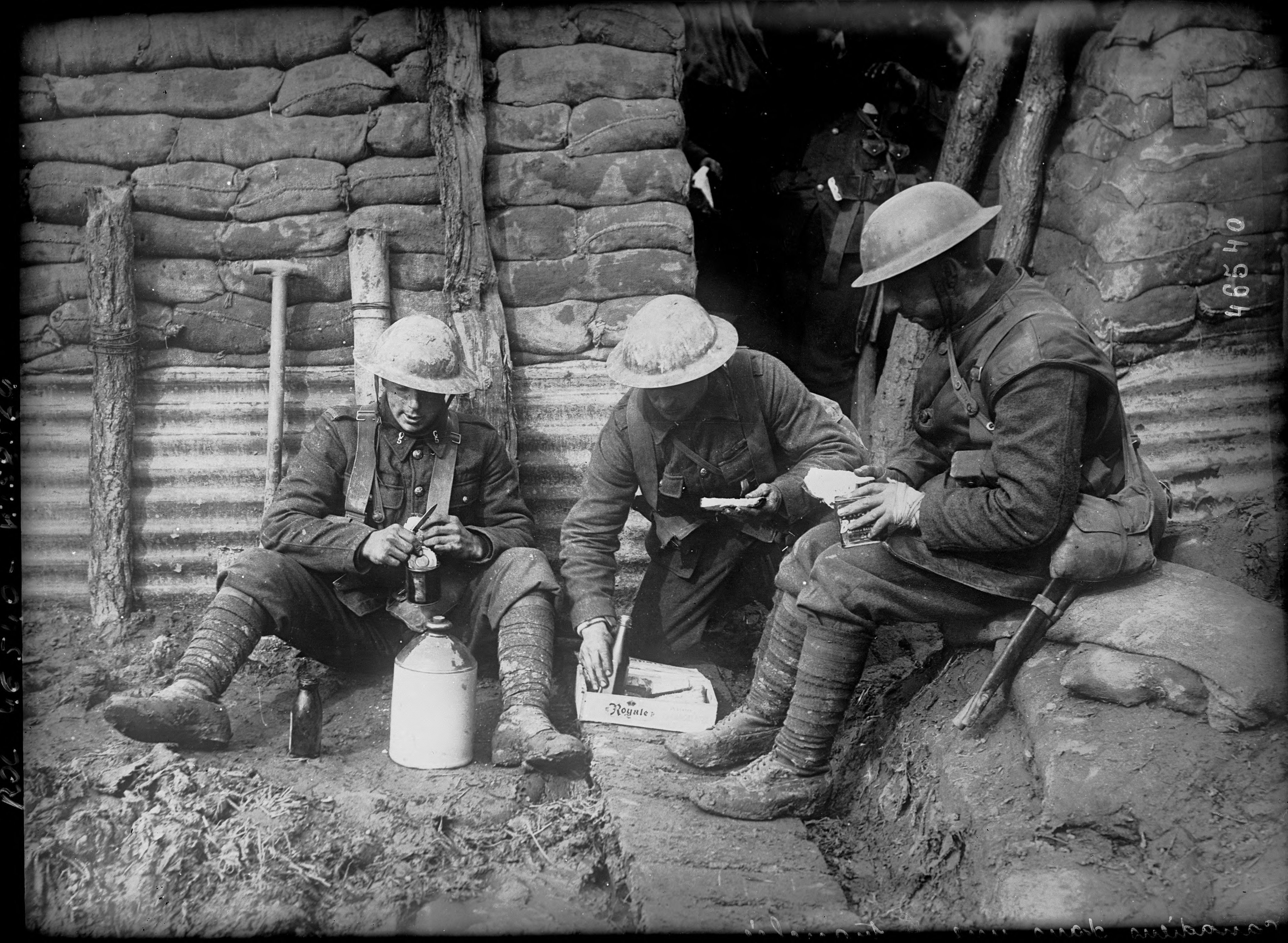
جنود كنديين في خندق

## الطعام في الخنادق
كان الطعام في الخنادق دائما هو نفسه، ولم يكن هناك وجبات ثابتة الكمية لكل جندي، لكن كمية ما يأكلون تعتمد على ما ينقل لهم في ناقلات مخصصة لذلك وعلى الطقس كذلك وعلى نشاط العدو أيضا، عند كسر صناديق الذخيرة هي التي تكون كالوقود لهم، كما تستطيع أن تتخيل الخنادق ليست مكانا مناسبا ومريحا للأكل، ولكن هذه القصيدة تبين كيف كانت أحوالهم عند الأكل في الخنادق بعنوان «الفطور» لويلفريد جيبسن.
نحن أكلنا فطورنا متمددين على ظهورنا
لأن القذائف كانت تصرخ فوق
أنا راهنت شريحة من لحم الخنزير لرغيف خبز
ذلك البدن المتحد سوف يقهر الهاليفاكس
عندما لعب جيمي ستاينثورب مدافع كرة بدل ذلك
من برادفورد. نشط يرفع رأسه
واللعنة، وأخذ الرهان، ووقع ميتا
نحن أكلنا فطورنا متمددين على ظهورنا
لأن القذائف كانت تصرخ فوق
هذا بالنسبة عن الحالة النفسية، أما أنواع الطعام فمحدودة جدا، هذه أمثلة لبعض ما كانوا يأكلونه على المائدة اليومية: لحم بقر، لحم خنزير، خبز، فاصولياء، جبنة، زبدة، وأشياء أخرى كثيرة. المربى كان دائما له نفس التنوع وكثير من الجنود يشبعون به، رغيف خبر كان يقسم بين عشر رجال، الماكونتشي كان عبارة عن لحم مطهي مع الخضار وكانوا يتقاسمون الماكونتشي بين أربع منهم ولكنهم لم يستطيعوا أكله كله بسبب الإمدادات الكبيرة من البسكويت الذي كان قاسيا جدا واضطر الجنود إلى وضع البسكويت في الماء ولبعض الأحيان كان يوضع في الماء لعدة أيام لأجل أن يطرى قليلا على الأكل.
الحصول على مياه نقية وصافية أيضا كان مشكلة حيث كان يحضر إلى الجبهة الأمامية في براميل بنزين (خالية من البنزين طبعا) وكلوريدات حامض الليمون كانت تضاف إلى المياه لتقتل الجراثيم وكان طعم هذه المياه مقزز وكانت تفسد طعم الشاي المصنوع من هذه المياه، ولأجل الاغتسال يجمع الجنود مياه المطر أو يذيبوا الثلج ليغتسلوا بهما.
بالنسبة للكحوليات فتم إرسال 300 جالون لكل 20000 رجل وهي من الرم، وتعطى للجنود قبل الهجوم أو في الطقس البارد، كانت الجيوش الألمانية والفرنسية أكثر كرما بالنسبة للأمم الأخرى حيث أمدوا جنودهم بالنبيذ والبراندي.

## تكتيك القنص
بسبب الحركة المحدودة للجندي في خندقه، وصعوبة السيطرة على المنطقة بين خندقه وخندق أعدائه التي تسمى أرض اللا رجل، ولتقليص أعداد المهاجمين، وجمع المعلومات الاستطلاعية جاءت البنادق القناصة، بدأ القنص سنة 1914 في بداية الحرب وكان القناصون يفتقرون الخبرة بسبب عدم تطوير البندقيات القانصة أو لأنها نسيت وأهملت في الجيوش الأوروبية الرئيسية، أول القناصين الأوائل كانوا حارسي طرائد أو من ساكني الغابات أو من الملاحقين الاسكتلنديين هؤلاء نقلوا هذه التقنية المدنية التي أهملت إلى ميدان المعركة.
استخدم الألمان القنص وحقق لهم ذلك هيمنة استمرت حتى 1915.
تأثير القنص كان من الناحية الجسدية والعقلية كبير، الأمريكي هيربرت مأكبرايد الذي يخدم مع الكنديين، قام بحفص وملاحظة طلقة القناصة على مدى قصير، بسبب تسارع الفوهة العالي كان لها تأثير متفجر وليس ذلك فقط بل كان لها صوت انفجار عند اصطدامها بالهدف، كل هذا يكون مفاجئة والرجال يركضون ويسرعون يسمع صوت هكذا «ووب» وسرعان ما يقع رجل صريعا، ويتذكر أحد العساكر أن أحد جنوده أصيب في ركبته وتقريبا الرصاصة بترت ساقه، مات الرجل قبل أن يؤخذ إلى مستشفى ميداني.

## تكتيكات الدفاع

النيران المتقاطعة

جزء من السبب الذي أدى إلى الفشل الدائم في الهجوم في سنة 1916 و1917 هو ازدياد قوة الدفاع، فلم تكن الخنادق عميقة فقط لكن طرق الحفاظ عليها كانت ماكرة وحذقة للغاية، وهي طويلة ومنشعبة ومأهولة بكل أنواع التحصينات المعروفة حيث يقول فريدريك شتاينبغتشيا:
| حرب الخنادق | أشعار الخنادق هي شيء من الماضي. روح المغامرة ميتة...نحن أصبحنا حكماء وجادين وخبيرين... | حرب الخنادق |

و يقول أحد العسكر من فوج شمال لانكشاير الملكي:
| حرب الخنادق | كتلة كبيرة من الوحل وأكياس الرمل المتعفنة كانت جزء من عملنا لترشيحها... تقريبا كل خندق هو كالولاية في خفتة الصوت | حرب الخنادق |

كان الدفاع عن الخنادق أسهل بكثير من الهجوم عليها، ولأجل الهجوم عليها كان لا بد للجنود أن يخرجوا من خنادقهم ويركضوا باتجاه خنادق العدو عبر المنطقة التي تسمى «أرض اللا رجل»، والمدفع يطلق النار من مكان حصين وامن هذا هو سبب الخسائر الكبيرة للمهاجم دائما.
و من طرق الدفاع التي استخدمت بشكل فعال هي نيران المدافع الرشاشة المتقاطعة بحيث لا تسمع لأي جندي أن يخرج حيا من هذا التكتيك (النيران المتقاطعة) وكان يتم بناء سور ضخم من الأكياس المليئة بالرمل والطين حيث يتحصن الجنود خلفها ويطلقون النيران ولأنه من الخطير جدا رفع الرأس في جو هذا الدفاع وبعد أن تنتهي المعركة أو تتوقف لقليل من الزمن يسرع الجنود بإصلاح الأكياس وكان يمكن أن يحدث للحلفاء التالي عند الهجوم على القوات الألمانية المتحصنة في خنادق ومباني قريبة:
- يتم قتل كثير من الجنود الحلفاء بواسطة نيران المدافع الرشاشة المتقاطعة.
- الأسلاك الشائكة المميتة لم تكسر
- بعض خنادق الألمان دمر ولكن المدافعين لم يقتلوا بسبب الغرف القبوية عند الخنادق التي يتحصن بها الجنود عند بدء القصف المدفعي الذي يأتي بعده الزحف البري لذلك يبقى المدافعون أحياء
- القرية والمباني المحصنة دمرت بنيران مدفعية الحلفاء لكن الدفاعات بقيت والجنود بقوا أحياء بسبب الغرف القبوية التي يختئ بها الجنود حتى توقف القصف
- المدفعية الثقيلة الألمانية لا زالت تقصف المهاجمين.
- فشل الهجوم

## المدافع الرشاشة الخفيفة

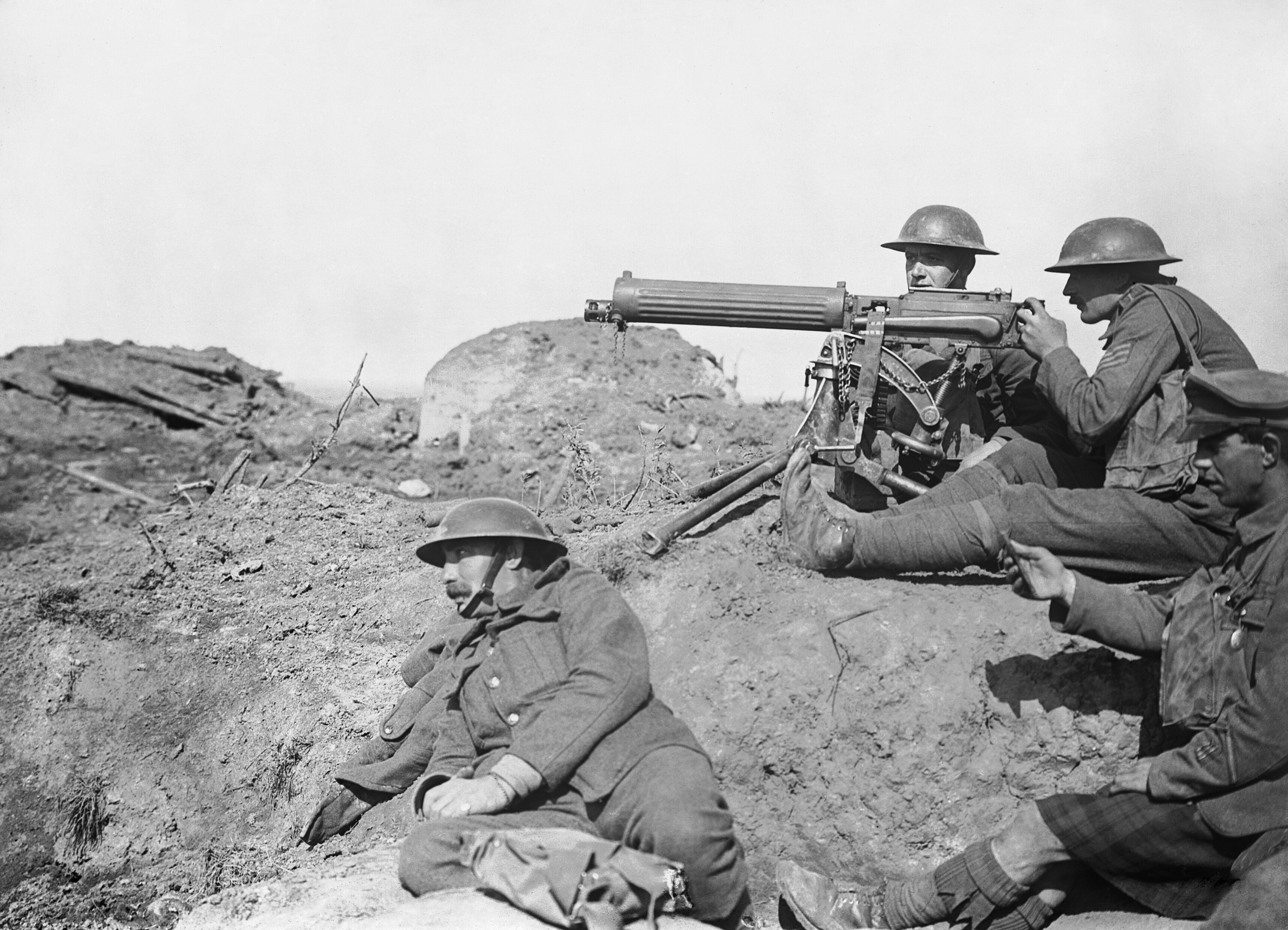
فريق تشغيل المدفع الرشاش البريطاني فيكرز.

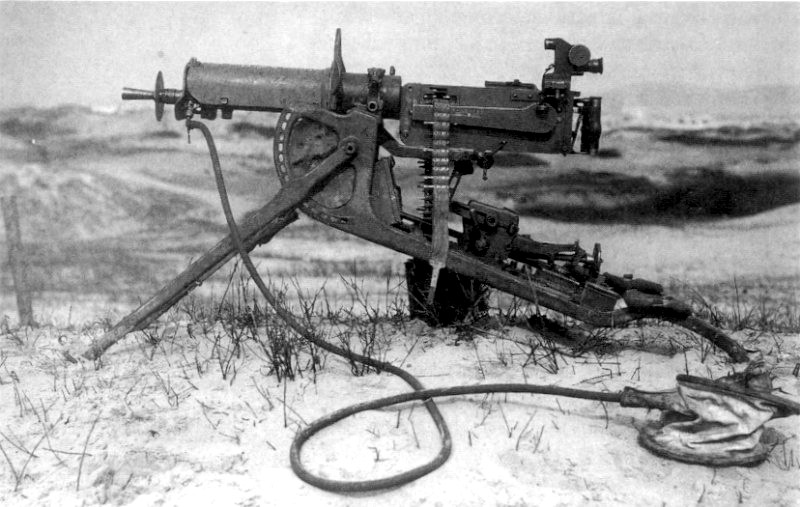
المدفع الرشاش ام جي 8 الألماني.

بالرغم من وجود أسلحة يمكن أن توصف على أنها «بنادق أوتوماتيكية» أو «المدافع الرشاشة الخفيفة» مثل المدفع الرشاش الدنماركي مادسن والتصميم المكسيكي موندراجون، وبصعوبة كانت هذه المدافع الرشاشة الخفيفة موجودة في الخدمة قبل وإلى سنة 1914، ونظريات الاستخدام المتطور لهذه الأسلحة لم تكن موجودة ومطورة، في بريطانيا تم تشكيل لجنة لتنظر في البنادق الأتوماتيكية في أوائل سنة 1909، واقترح الملازم ماكماهون توفير واحدة لكل سرية، ولم تكن إلا ذلك الحد مشاركة في الحرب، كانت الرشاشات هي التي تحصد الكم الأكبر من الأرواح بغض النظر عن النوع، كان الفريق المشغل للرشاش يتكون من جنديين يضعون أقنعة الغاز تحسبا لأي هجوم بالغاز الخانق والسام لكن شيء مهم أن البريطانيين غالبا هم الذين كانوا يلبسون هذه الأقنعة لأن الألمان هم أول أمة استعملت الغازات السامة في حروبها.
- الألمان:

بسبب النقص الحاد في ذخيرة الأسلحة الأوتوماتيكية في السنة الأولى للحرب الكبرى، كثير من الأمم تبنت الموجود من الأسلحة الخفيفة، وعمولت كمدافع رشاشة خفيفة إضافية، في الجانب الألماني تم تشكيل عدد قليل من الكتائب التي تسمى Musketen أواسط سنة 1915، حيث استخدم كل فرقة من 4 رجال المدفع الرشاش الدنماركي مادسن ذو المخزن 25 طلقة خاصة في الدفاع عند الألمان، واستخدم الرشاشان مادسن وام جي 8 بشكل فعال خلال معركة السوم حيث أدى وضعهم المناسب المطل على ميدان المعركة إلى إيقاع آلاف القتلى في صفوف البريطانيين.
- الفرنسيين:

أما الفرنسيين فقد اهتموا بالسلاح الأتوماتيكي الذي يستخدم عند التحرك، عبر تطوير بنادق الكابتن لويس تشاوتشات الأوتوماتيكية قبل الحرب التي هي خفيفة مبردة بالمياه ذات مخزن 20 طلقة ولكن هذا الرشاش كان يعاني من ارتفاع حرارة السلاح، سوء بيئة العمل، الأعطال التصنيعية المتكررة.
- البريطانيين :

كان البريطانيون هم أحسن وأفضل من طور صناعة الرشاشات بالاستفادة من التصميم الأمريكي للرشاش لويس النسخة 0.303 إنش، وتم إصدارها بواقع أربعة قطع لكل كتيبة في تموز سنة 1915. في سنة 1916 ازداد العدد بواقع 16 قطعة لكل كتيبة، وتم أيضا إزالة الرشاشات فيكرز من كتائب المشاة وإلحاقها بفرق خاصة بالمدافع الرشاشة، واستخدمت هذه الأسلحة كلها كنيران تغطية للجنود البريطانيين المهاجمين، ولتماسك المواقع الدفاعية، ولتوفير نيران متحركة إذا تم الهجوم بالرشاش، وبالرغم من قوة وفاعلية الرشاش فيكرز المتفوقة على لويس إلا أن الرشاش لويس أثبت فعاليته في كثير من الميادين، بالنسبة للفيكرز فكان يشغل من رجلين معهم حقيبة مياه لتبريد السلاح ومعهم أيضا صندوق ذخيرة، يطلق الرشاش فيكرز حول 450 طلقة في الدقيقة

## قاذف النيران

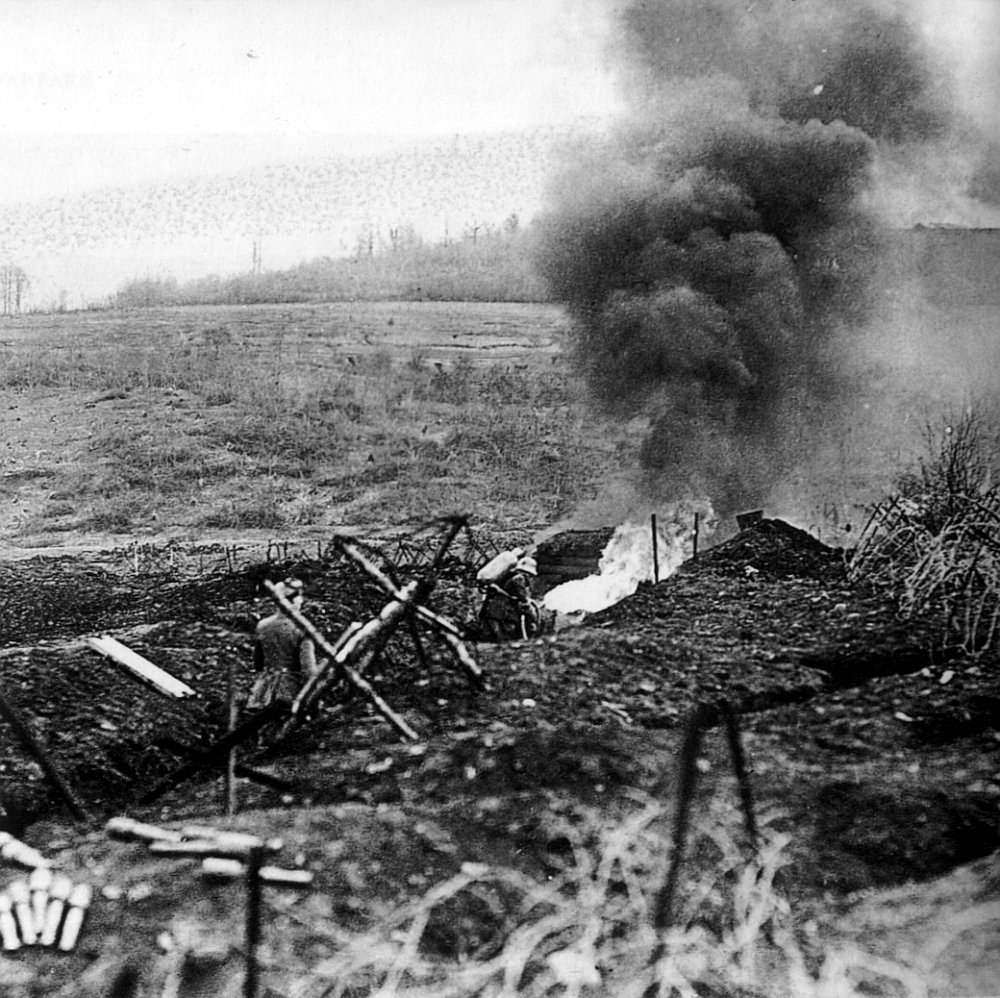
قوات الصدمة الألمانية في تدريب.

قاذف اللهب (بالألمانية:Flammenwerfer) كان سلاح يلقي الرعب في قلوب الجنود البريطانيين والفرنسيين حيث كان الجندي لا يأبه لأزيز الرصاص، لكن إن رأى عمود اللهب المنطلق نحوه كان يرتعد، واستخدم في مراحل الحرب الكبرى الأولى من قبل الجيش الألماني سنتي 1914-1915 والذي سرعان ما تبني من الحلفاء الفكرة الرئيسية لهذا القاذف هو قذف عمود من الوقود المشتعل من الخزان ظهر الجندي، تاريخ قاذفات اللهب يرجع إلى القرن الخامس قبل الميلاد المعروفة بالنار الإغريقية.
اختبر الجيش الألماني نوعين من قاذفات اللهب خلال مطلع القرن العشرين، وطورت من قبل عالم ألماني اسمه ريتشارد فيلدر.
و يوجد نوع صغير (بالألمانية:the Kleinflammenwerfer) يحمل من رجل واحد حيث يعمل عن طريق الهواء أو ثاني أكسيد الكربون أو النيتروجين المضغوط حيث يطلق عمود الوقود المشتعل لمسافة 18 م.
النوع الثاني الذي ابتكره فيلدر وهو (بالألمانية:the Grossflammenwerfer) وهو أكبر، مداه ضعف الصغير، ويستهلك كمية ضخمة من الوقود.
الاستخدام الأول كان بهجوم مفاجئ للجيش الألماني سنة 1915 على البريطانيين في الفلاندرز خلال هذا الهجوم خسر البريطانيين 31 ضابط و751 رتبة أخرى.

## الدبابات
أول ما طورت الدبابات كانت في الجيش البريطاني لاختراق الخنادق المعادية، تم اصدارها للجيش البريطاني في الحرب العالمية الأولى خلال معركة السوم بأعداد محدودة، في البداية لم تكن جيدة خلال المعارك بسبب ضعف وبدائية الخطط المستخدمة لتوجيهها خلال ميدان المعركة ولكثرة الأعطال، وبعد ذلك تم التعاطي مع هذه المشاكل وأثبتت الدبابات أنها عنصر مهم في أساليب القتال الجديدة .

## الأسلاك الشائكة

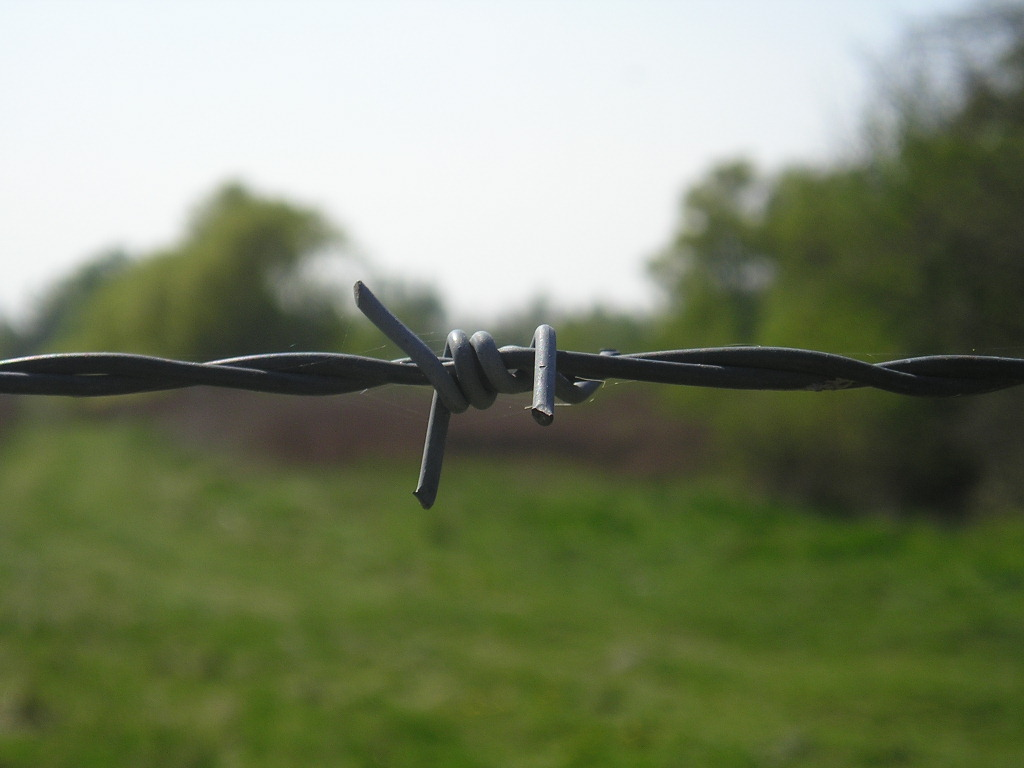
أسلاك حادة.

كان استخدام الأسلاك الحادة عاملا مهما في تأخير العدو الذي يسبب مقتل وإصابة الكثير من المهاجمين وله مصطلح خاص وهو Delay Warfare الذي يعني حرب التأخير، حيث كان يتم بناء سور من الأسلاك الشائكة في الليل تجنبا للخسائر في أرض اللا رجل واستخدم طوربيد بنغالور لإزالة الأسلاك الشائكة من طريق الجنود المهاجمين.

## أعمال الحفر والتلغيم

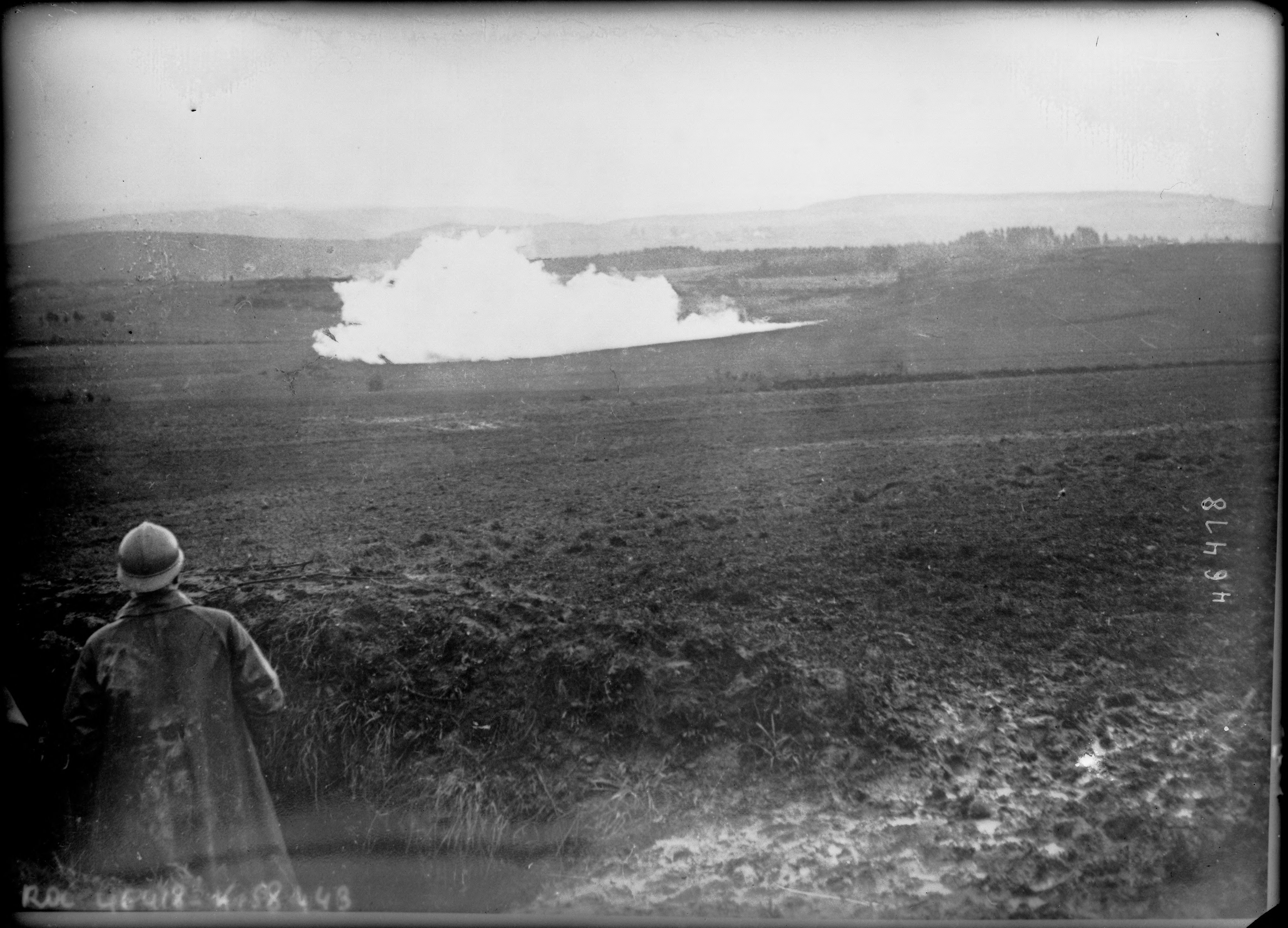
انفجار لغم سنة 1916

خلال معركة السوم كانت الأرض الجافة مناسبة تماما لوضع الألغام، وكان يمكن التلغيم في أرض الفلاندر، وتم استخدام فرق حفر متخصصة لوضع الألغام غالبا ما كانوا عمال مناجم، حيث يحفرون حفرا ويضعون اللغم في أرض اللا رجل وعندما يتفجر يصنع حفرة عميقة في الأرض تخدم لأمرين هما :
- تدمير خنادق العدو.
- إيجاد خندق جاهز قريب من الأعداء وسرعان ما يسرع الفريقان إلى احتلال هذه الحفرة وتحصينها.

و إذا رأى الحفارون نفقا للعدو تحت الأرض بقصد الوصول إلى جهة خنادقهم فإنهم يلغمونه ويفجرونه وتسمى هذه العملية باسم camouflet أو اللغم المضاد وكانت تحدث كثير من الغارات الليلية لتدمير أعمال الحفر للعدو وكثير ما تحصل معارك تحت الأرض، وكانت تستخدم أعمال الحفر لنقل جنود من مكان لاخر دون ملاحظة العدو كما حصل للبريطانيين حيث نقل تشكيل كامل دون ملاحظة العدو.
أقدم البريطانييون على تفجير عدة ألغام في الأيام الأولى لمعركة السوم، أكبر الألغام هي لغم واي ساب ولغم لوكنغار التي انفجرت وهي تحمل 24 طن من المتفجرات وحملت التربة إلى مسافة 4000 قدم فوق الأرض، وكثير من الحفر الناتجة عن انفجار اللغم موجودة حتى الآن.

## تكتيكات هجوم جديدة (الألمان)

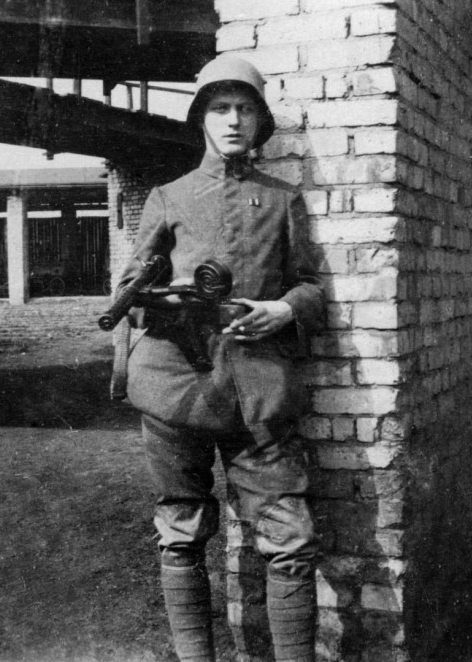
جندي ألماني معه رشاش MP18 سنة 1918.

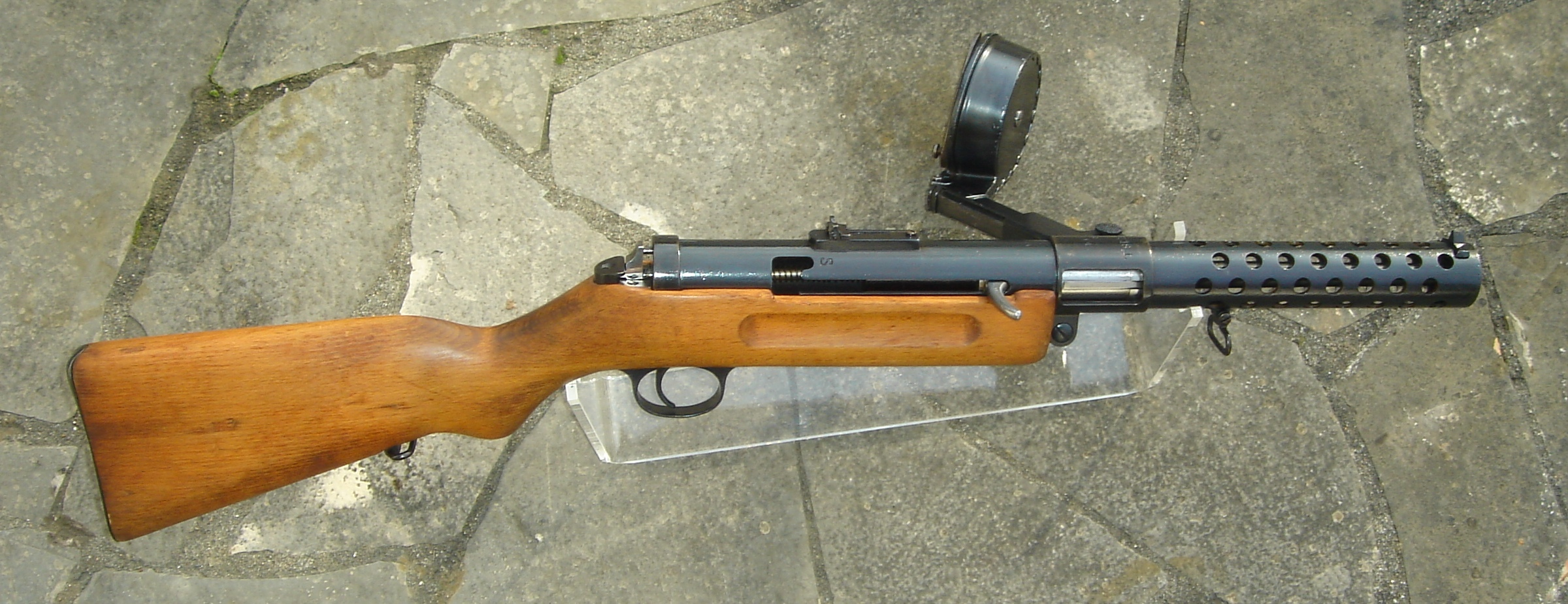
رشاش ام بي 18 MP18

لاختراق خندق معادي يجب أخذ الاعتبار في ثلاثة أمور :
- الأسلحة الجديدة
- أعداد الأسلحة الجديدة
- التكتيكات الجديدة

الدبابة كانت تكتيك جديد حاسم ومفيد وخاصة للحلفاء في اقتحامهم الخنادق الألمانية ولكن افتقرت إلى المدى، العمليات وأجهزة الاتصال والأعطال الكثيرة في التكتيك الجديد الدبابات. القنابل اليدوية وهاون الخنادق والغاز والمدفعية المطورة كلها لعبت دور مهم في الدعم.
عدم ثبات الفرنسيين وانهيار الروس في أواخر سنة 1917 أعطت لألمانيا فرصة للقتال من جبهة واحدة مع تفوق محلي، ولأجل عدم ذهاب هذه الفرصة الذهبية، عندما كانت قوة البريطانيين في الجبهة الغربية تزداد إلى 1.5 مليون نشاط، وبدأ الأمريكان يحضرون والفرنسيين يقاتلون، وألمانيا كانت تعاني نقصا في الرجال، علاوة على ذلك البحرية الملكية البريطانية والبحرية الأمريكية نفذت حصارا بحريا يؤدي إلى تقليص كمية الغذاء والمعدات العسكرية إلى القوى الوسطى.
و كانت ألمانيا تتجه إلى دوامة من تدني الصناعة ونقص كمية الغذاء.
و كانت النتيجة هي هجوم الكايسر Kaiser Offensive في ربيع سنة 1918، وتم تحقيق اختراق لخنادق الحلفاء مؤقتا ولكن الهجوم فشل وأصبحت الكرة في ملعب الحلفاء ليكملوا العمل، وكانت تكتيكات البريطانيين أدنى منزلة من الألمان، بعد خسائر ضخمة للأمريكان تعلم الأمريكان أن الرشاشات الأوتوماتيكية أثبتت فعاليتها جيدا.
و خلال هذه الهجمات من الطرفين نشأت فكرة قوات الاقتحام Storm Troops وأصبحت عديد من الدول خبيرة بهذه الأساليب الجديدة القتالية بعدما فشلت الأساليب القديمة، وكانت تسمى عند الألمان بقوات الصدمة German Stoss وعند البريطانيين جماعات رامي القنابل grenadier parties وعند الطليان هي سرية الموت وفي كل هذه الأنواع نسخ بعضهم أسلحة وتقنيات الآخر.
و اعتمد الألمان على الحشد للهجوم في السر واختراق مواقع العدو بسرعة إلى أبعد نقطة ما على Schwerpunkt أو مركز الثقل للهجوم وكان يتم المحافظة على بعد بين كل تشكيل عسكري مقداره 2-3 كيلومتر لتقليل تأثير المدفعية ولمعرفة المنطقة السهل اختراقها وليتجه بعد ذلك الاحتياط إلى هذه المنطقة.
و تم استخدام المدفعية بشكل جيد حيث يمر فوق رؤوس المهاجمين حشد ضخم من القذائف وكل هذه الأشياء تعتمد على مدى قوة تدريب المشاة والمعدات وسرعة التصرف والنحرك والاستخبارات.
و المدافع الرشاشة لم تكن سلاحا دفاعيا فقط بل كانت سلاحا هجوميا مفيدا جدا والبنادق طورت من مخزن 5 طلقات إلى مخزن 20 طلقة لاستمرار النيران في الهطول على الأعداء وقبل شهور قليلة من الحرب تم تطوير الرشاش Maschinenpistole 18 من المسدس P08 الذي أصبح أول رشاش مؤثر يطلق 32 طلقة من مسدس عيار 9ملم المدئ المؤثر له هو 50 م وتم التخطيط إلى إصدار هذا الرشاش إلى 10% من المشاة ولحسن الحظ لم يستخدم هذا السلاح الجديد ويوصف من الحلفاء إلا بشكل محدود.
و كما قلنا في بداية الأمر حول الأمور الثلاثة هي تمثل عند الألمان بالسلاح الجديد وهو MP18 وتطوير Gewehr 98 وأعداد الأسلحة الجديدة وهي 10% من كل الجيش الألماني والتكتيكات الجديدة وهي قوات الاقتحام.

## تكتيكات هجوم جديدة (البريطانيين)

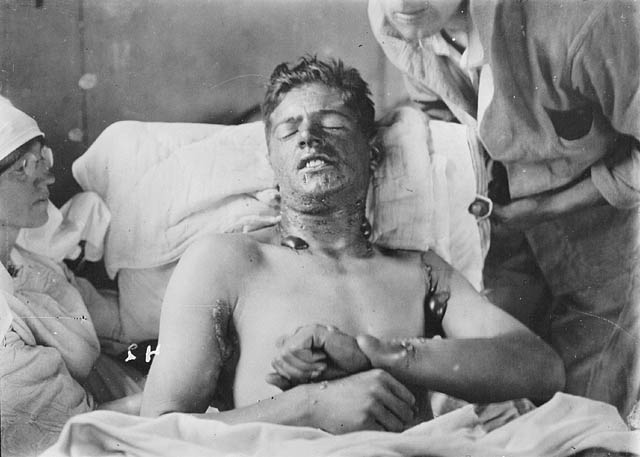
جندي أصيب في الحرب العالمية الأولى نتيجة تعرضه لغاز الخردل

في النسخ الإضافية من The Trianing and Employment of Divisions الذي نشر في الشهور الثمانية عشر الماضية من الحرب الكبرى، قدم تركيبة وطرح أساليب تكتيكات الهجوم البريطانية، خاصة المبادئ الأساسية التي لم تتغير وأما الأساليب والتطبيقات والتوقيتات كلها تم تنقيحها بشكل جذري.
منها القصف الشديد من مدافع الميدان 18pdr التي تشكل The creeping barrage، مع حشود المشاة التي تهاجم مع مسافة فاصلة 50 ياردة بين المشاة ومنطقة القصف.
و عندما تكون خنادق العدو قريبة من المشاة البريطانيين، يتم ايقاف القصف وتبدأ الجنود بالنزول إلى الخنادق، خلال سنة 1918 عفا الزمان عن فكرة الهجوم المتزمت (صفوف طويلة أمام قصف شديد من المدفعية والرشاشات)، ولكن عدة أمواج متناسقة لكل منها وظيفة وهي كالتالي :
- الموجة الأولى هي المناوشين الذين يلحقون القصف حتى خطوط العدو وينزلون بها،
- الموجة الثانية هي وزن الهجوم الأساسي والرئيسي، حيث يأتون في عدة فصائل من الأعمدة وغيرها.
- الموجة الثالثة كانت صغيرة وهي كالامدادات الموجتين السابقتين.
- الموجة الرابعة هي للدفاع عن الخنادق والمناطق التي سيطر عليها بعد الهجوم.

تقنية الغاز : وقد وصلت إلى قمة الكفاءة. شكلت خلال أواخر عام 1916 حيث تم حماية البريطانيين ب SBR أو Small Box Respirator، التي تصحب قناع الغاز، في نهاية الحرب أنتجت بريطانيا 13 مليون من هذه الأقنعة وبسبب نجاحهم تبنت الولايات المتحدة الأمريكية هذا القناع وأنتجت 5 ملايين من هذا القناع مع تطويره أيضا وعرف ب CE، خلال سنة 1917 ابتليت بغاز عالي السمية لم يهاجم الجهاز التنفسي والعينين فحسب بل تعدى إلى حرق الجلد متى ما لامسه وعرف باسم HS، ولاحقا اكتشف المركب الذي كان كبريتيد بيس 2-كلور الإيثيل الذي عرف فيما بعد بغاز الخردل لرائحته التي تشبه الخردل ولا علاج له.
من أبريل سنة 1917، الذي كان انبوبة معدنية والقتال في جرف فيمي استخدمت قذائف الغاز السام واسطواناته كذلك مع قاذف جديد صمم بواسطة الكابتن دبليو.اتش ليفنس يحمل مع الجنود، حيث كان يقذف على خنادق العدو.
الدبابات : تكتيكات الدبابات أحدث تقدما كبيرا خلال آخر سنتين من الحرب الكبرى حتى أنه في ديسمبر سنة 1915 قال ونستون تشرتشل وبعده أدميرال البحرية الملكية أن المجنزرات الجديدة ستكون سلاح مفاجئ لعدة عمليات مساعدة.

## الأمراض التي تصيب الجنود المتخندقين
في الخنادق الممتدة من بحر الشمال إلى الحدود السويسرية حوالي 500 ميل تشارك كثير من الجنود من عدة ثقافات وأمم قتال الخنادق في جو يتغير ما بين معتدل إلى شديد البرودة وإلى كثير الأمطار والثلوج وكانت الأماكن مثل شمال فرنسا والفلاندرز رطبة وغير مناسبة للسكنى.
طوال التاريخ كانت إصابة الجنود بالأمراض قليلة التركيز نسبيا إما بسبب حصار القلاع الطويل أو التخييم الطويل أوبئة مثل التيفوس والملاريا وذات الرئة والحمى الصفراء والانفلوانزا والإسهال والتيفوئيد ورغم ذلك كان أكثر الضحايا يموتون بسبب ماكينة الحرب لا الأمراض !
و كان يوجد ثلاث أمراض متعلقة بالخنادق نسميها أمراض الخنادق Trenches Diseases ولوحظ انتشارها على الجبهة الغربية وهي :

### قدم الخنادق

ملصق يبين كيفية الوقاية من قدم الخنادق.

منذ بداية الحرب الكبرى تم تشييد الخنادق الطويلة وعند مرور الشتاء الأول ونزول الأمطار فاضت هذه الخنادق مكونة الطين اللزج وهذه الحال فرضت على الجنود البقاء طويلا في المياه والطين والبرد وكان حذاء الجندي البريطاني مصنوع من الجلد الذي لا يقاوم المياه وكانت فرصة تجفيف الحذاء أو تبديل الجوارب قليلة على الجبهة.
حوالي 20000 حالة تم تسجيلها على طول الجبهة الغربية في شتاء سنة 1914-1915 وكان يتم نقل الجندي فورا إلى المستشفيات، وبسبب هذا الداء المستشري حمل كل جندي زوج إضافي من الجوارب، وكان يتم العلاج بالزيت.
و كان الألمان أحسن حالا إذ خنادقهم مرتفعة وترشح الماء بسرعة وفي نهاية الحرب الكبرى (هي الحرب العالمية الأولى) تم تسجيل حوالي 74000 حالة من قدم الخنادق ويعتقد أن العدد أكبر من ذلك لكنه غير مسجل.
الرقيب هاري روبرتس، لانكشاير فيوسليرز، في مقابلة معه بعد نهاية الحرب قال :
| حرب الخنادق | إذا لم توصف لكم قدم الخندق، أنا سأخبركم، تتضخم قدمك مرتين أو ثلاث أكبر من حجمها الطبيعي وتصبح ميتة تماما، يمكنك غرز حربة فيهم ولا تشعر بشيء،.... | حرب الخنادق |

### حمى الخنادق
كان من أكثر الأمراض انتشارا في الجيوش على الجبهات وفي المعسكرات التيفوس الذي يسببه القمل ولكن سبب القمل مرضا آخر هو حمى الخنادق الذي يسببه متعضي (باللاتينية : Rickettsia quintana) الذي ينتقل إلى الجسم عن طريق التقرحات الناتجة عن عضات الثلج بسبب القمل.
لا يظهر الجندي أي أعراض لمدة تتراوح بين أسبوع إلى شهر بعد ذلك تظهر له أعراض مثل وجع بالرأس والعضلات وخاصة في السيقان لمدة خمسة أيام حيث يظهر المرض ثم يختفي ويظهر مرة أخرى بعد ذلك ثم يختفي عدة مرات.
و تم تسجيل 800000 حالة من المرض خلال الحرب ونادرا ما كانت تميت، والعلاج المتوفر ذلك الوقت هو الراحة على السرير (حاليا يمكن بالمضادات الحيوية) حيث 80% من المصابين يبقون غير مؤهلين للقتال لمدة 3 شهور.

### فم الخنادق
المرض الثالث هو فم الخنادق وتسببه بكتيريا Bacillis fusiformis العادية التي تهاجم اللثة وتسبب النزيف والتقرح والرائحة الكريهة للفم وسبب هذا المرض قلة المحافظة على الأسنان والتدخين الكثيف وقلة الطعام أما العلاج فالعناية بصحة الفم وقلة التدخين والغذاء المتوازن.
| المرض       | المتعضي المسبب                             |
| ----------- | ------------------------------------------ |
| قدم الخنادق | الغرغرينا والفطريات                        |
| حمى الخنادق | Rickettsia quintana، Rickettsia prowazekii |
| فم الخنادق  | Bacillus fusiformis + buccal sprirochaetes |

### الزحار
الزحار (بالإنجليزية:Dysentery) هو مرض يسبب التهاب بطانة الأمعاء الغليظة، ويسبب وجع بالمعدة والإسهال، حيث تدخل البكتيريا المسببة للمرض إلى الجسم عن طريق الفم بسبب الطعام أو الماء الملوثين، حيث يسبب الإسهال فقد كثير من الأملاح المفيدة، ويصبح مميتا إلى تجفف الجسم، وكان المرض يصيب الجنود في الخنادق بسبب عدم وجود صرف صحي.

## وصلات خارجية
- * Johnson, Patrick, In Depth: A century of mud and fire, بي بي سي نيوز، 27 June 2006